# Сойда
Сойда — река в Вологодской области России.
Относится к бассейну Верхней Волги. Берёт начало из озера Сойдозеро на высоте 206 метров над уровнем моря. Протекает в южном направлении по Андомской возвышенности в границах Вытегорского района. Впадет в Кемское озеро — исток реки Кемы.
Топоним, вероятно, претерпел некоторые изменения, но можно предположить, что он возник от вепсского слова soit — «свисток, дудочка».
Длина реки составляет 69 км, площадь водосборного бассейна — 770 км². Населённых пунктов на реке нет.

## Данные водного реестра
По данным государственного водного реестра России и геоинформационной системы водохозяйственного районирования территории РФ, подготовленной Федеральным агентством водных ресурсов:
- Бассейновый округ — Верхневолжский
- Речной бассейн — (Верхняя) Волга до Куйбышевского водохранилища (без бассейна Оки)
- Речной подбассейн — Реки бассейна Рыбинского водохранилища
- Водохозяйственный участок — Шексна от истока (включая озеро Белое) до Череповецкого гидроузла
- Код водного объекта — 08010200312110000009374

### Притоки (км от устья)
- 3,9 км — река Поршта (лв)
- 13 км — река Чемсора (лв)
- 31 км — ручей Гусинец (лв)
- 56 км — ручей Белый (лв)